# تاريخ الديمقراطية في المكسيك
تميز تاريخ الديمقراطية في المكسيك بعدد من التغييرات في نظام الحكم. اعتمدت الحكومة الاستعمارية الإسبانية (إسبانيا الجديدة) على مبدأ «قبضة من حديد» في حكمها، ثم تلتها إقامة إمبراطورية بعد الاستقلال ومن بعدها سلسلة من الغزوات والانقلابات التي خلقت بيئة عقيمة لإنشاء ديمقراطية مستقرة طويلة الأمد ودساتير متماسكة. تبعت فترات من حكم «الرجل القوي» فترات متقطعة من الأنظمة الديمقراطية بانتظام حتى أنشأت الثورة المكسيكية دستور عام 1910. التف السياسيون في كثير من الأحيان حول القوانين لتخفيف الطبيعة الديمقراطية للمؤسسات التي أنشأها دستور عام 1910، ما أدى إلى إنشاء الحزب الثوري المؤسساتي (PRI) لدكتاتورية الحزب الواحد التي استمرت لأكثر من 50 عامًا، حتى شهدت الألفية الجديدة تعزيز وصعود أحزاب المعارضة. كان ثلاثة من أصل آخر أربعة رؤساء من أطراف غير الحزب الثوري المؤسساتي، ما وضع سلطة الحزب الثوري المؤسسي وديكتاتورية الحزب الواحد موضع تساؤل.

## الحكومة الاستعمارية: 1520- 1810
ميزت سيطرة التاج الإسباني المتشددة على المناصب الحكومة المكسيكية خلال العصور الاستعمارية، الأمر الذي لم يترك مجالًا واسعًا لإرساء الديمقراطية. احتلت النخبة الاجتماعية والاقتصادية للمستعمرة المناصب القليلة المنتخبة بانتظام، بذريعة تمثيل احتياجات الفقراء.

### مجلس جزر الهند (الهنديتين)
اعتُبر مجلس جزر الهند بمثابة الهيئة الحكومية الرئيسية التي حكمت المستعمرات الإسبانية. امتلك هؤلاء المسؤولين غير المنتخبين من أعضاء مجلس جزر الهند سلطات قانونية واسعة، بالإضافة إلى امتلاكهم القدرة على سن القوانين والمراسيم؛ ممارسة المراجعة القضائية؛ العمل كمحكمة عليا للقضايا التي بُدء بها في المستعمرات؛ الإشراف على معاملة السكان الأصليين؛ الرقابة على المطبوعات التي ستُرسل إلى المستعمرات؛ الإشراف على الخزينة الاستعمارية؛ تنظيم عمليات تفتيش الحكومات المحلية. لكن الأهم من ذلك أنهم حصلوا على جميع الوظائف المدنية والعسكرية والدينية في المستعمرة، تاركين حفنة صغيرة فقط من المناصب ليختارها المستعمرون أنفسهم.

### نائب الملك
كان نائب الملك -الذي اختاره الملك الإسباني كممثل شخصي له آنذاك- الأعلى سلطةً في أودينسيا (محكمة الاستئناف الملكية)، وهو قسم قضائي وسياسي في إسبانيا الجديدة. عمل نائب الملك في منصب المسؤول التنفيذي، وأشرف على الجيش، بالإضافة إلى عمله كرئيس للمحكمة الإدارية للمستعمرة. عين نائب الملك مسؤولين صغار ووزع الأراضي والألقاب. ومع ذلك، ظلت السلطة النهائية في المستعمرة في يد التاج الإسباني.

#### الحكام وغيرهم من المسؤولين
عين نائب الملك الحكام الذين أشرفوا على السلطات القضائية الأصغر في أودينسيا (محكمة الاستئناف الملكية) خلال الحقبة الاستعمارية الأولى؛ ولكن تولى التاج تدريجيًا تعيين أصحاب هذه المناصب. لم يُعاد تعيين نفس الحكام للإشراف على نفس المنطقة بشكل متتال. أشرف السكان الأصليون على جزر كوريجيدور، بينما أشرف عمدات الكالدي على مناطق المستوطنات الأوروبية. تضمنت كل مدينة منطقة محيطة بها من المستوطنات، يحكمها مجلس مدينة يتكون من خمسة إلى خمسة عشر عضوًا في المجلس كانوا عادة من شعب الكريولو. انتخب هؤلاء الأعضاء رئيس القضاة واختاروا المسؤول عن الأمن وحامل العلم والمُحتسب وجامع الغرامات بشكل سنوي. شغل الإسبان -الأوروبيون وأمريكيو المولد- المناصب البيروقراطية والاجتماعية السائدة آنذاك.

## الإمبراطورية الأولى: 1821- 1823
لم تؤسس المكسيك أي ديمقراطية بعد أن ضمنت استقلالها، إذ تلاعب أغوستين دي إيتوربيدي بالمؤسسات السياسية والعسكرية التي تأسست حديثًا لإنشاء إمبراطورية بقيت على حالها حتى أجبره ضغط أنطونيو لوبيز دي سانتا آنا على التنازل عن الحكم.
حكم المجلس العسكري الإداري الانتقالي البلاد بعد الحرب، وضم 28 مندوبًا محافظًا ممن اختارهم أغوستين دي إيتوربيدي. استبعد هذا المجلس غوادالوبي فيكتوريا وفيسينتي غيريرو، اللذين كانا زعيمي حرب عصابات ضروريين لتأمين استقلال المكسيك، في ما عُرف بحرب الاستقلال.
سعى المجلس العسكري أولًا إلى إجراء انتخابات للكونغرس الذي كتب دستور المكسيك الجديد لاحقًا. اختارت المجالس البلدية الناخبين الذين اختاروا بدورهم المندوبين لكل مقاطعة، في إطار عملية اختيار المندوبين في المؤتمر. اضطر وفد كل مقاطعة إلى اختيار رجل دين علماني، وممثل عسكري واحد، وقاض أو محام. حُفظت مقاعد خاصة بطبقة النبلاء وقطاع التعدين وقطاع التجارة وقطاع الصناعة، وكما لاحظ المؤرخ روبرت ميللر، فقد وضعت هذه اللوائح الكونغرس «في أيدي المحافظين والمهنيين والأثرياء والأرستقراطيين- لم تكن هناك مقاعد متاحة للطبقات الأدنى». يُمكن القول أيضًا أن مصالح الجماهير لم تكن ممثلة إلى حد كبير في الكونغرس، ما جعل الاتفاقية غير ديمقراطية بطبيعة الحال.
دعت حفنة من الليبراليين في الكونغرس التأسيسي إلى الجمهوريانية، في حين سعى المحافظون إلى الملكية بالاستعانة بأحد الأمراء الأوروبيين وحاول أنصار إيتوربيدي التلاعب في المناقشات الدستورية لتتويج إيتوربيدي إمبراطورًا للمكسيك. كره معظم المندوبين إيتوربيدي بشكل كبير، ولكن كان إيتوربيدي قد أعدّ الجيش مسبقًا للتظاهر لصالحه على الرغم من ذلك. تجمع الجنود حول منزل إيتوربيدي بعد «مظاهرة عفوية» في العاصمة، وتوسلوا إليه لكي يصبح إمبراطورًا. ذهب إيتوربيدي إلى الكونغرس وطلب موافقته على ذلك، ليجري اختياره إمبراطورًا دستوريًا للمكسيك على الرغم من عدم اكتمال النصاب القانوني في الكونغرس.
ضمت صفوف الجيش العديد من الماسونيين المرتبطين بالمدنيين الليبراليين الذين دافعوا عن إنشاء حكومة ممثلة عنهم. وهكذا وجد أنطونيو لوبيز دي سانتا آنا دعمًا من هذا الجزء من الجيش والقادة الثوريين السابقين لنشر خطة كازا ماتا، التي دعت إلى كونغرس جديد وتمثيل وطني. اضطر إيتوربيدي إلى التخلي عن السلطة مع تصاعد ضغط قوة سانتا آنا وعامة الشعب.  

## الثورة: 1910- 1920
شهدت الثورة المكسيكية انقلابات العديد من الفصائل التي امتلكت كل منها رؤية مختلفة للحكومة. سيطر فينوستيانو كارانسا في نهاية المطاف على جميع الولايات المكسيكية باستثناء ولايتين، ما دفعه للدعوة إلى إنشاء كونغرس للطبقة السياسية في المكسيك مكون في الغالب من إصلاحيي الطبقة الوسطى، بهدف كتابة دستور جديد، وهذا ما أدى إلى إنشاء دستور عام 1917. أكد هذا الدستور على ديمقراطية دولة المكسيك، وأنشأ كونغرسًا بمجلسين تشريعيين، وحدد طول الفترة الرئاسية لتكون 6 سنوات، بالإضافة إلى إنشائه لجهاز قضائي. أكد هذا الدستور على انتخاب كل ولاية لحاكمها والكونغرس الخاص بها من أجل سن التشريعات المحلية. نجح كارانسا –على الرغم من وجود معارضة قليلة له- في أن يصبح أول رئيس للمكسيك بموجب هذا الدستور. تنافس ألفارو أوبريغون لخلافة كارانسا، الذي رفض تأييده وعمل بشكل علني على منعه من رئاسة الدولة. اتهم أوبريغون في عام 1920 كارانسا باستخدام المال العام بشكل غير مشروع لدعم ترشيح منافسه إغناتزيو بونيلاس، ودعا إلى خلع كارانسا. نجح أوبريغون في عزل كارانسا، وفاز بالانتخابات الرئاسية بمجرد إجرائها.

## المعجزة المكسيكية: 1940- 1960
شكلت حكومة كارديناس بداية المعجزة المكسيكية، التي كانت فترة من النمو الاقتصادي غير المسبوق في البلاد، ولكن اقترنت الوفرة الاقتصادية بترسيخ قوة الحزب الثوري المؤسساتي من خلال ضبط أساليبه غير الديمقراطية. أدى اعتماد الحزب الثوري المؤسساتي على نخبة موحدة من المواطنين -التي اعتمدت بدورها على الانتخابات التي يُتلاعب بها لإضفاء الشرعية على حكمها- إلى إنشاء نظام عُرف في نهاية المطاف بأنه أحد أكثر الأنظمة استقرارًا واستمرارًا في أمريكا اللاتينية (إصلاح النظام الانتخابي، إم آي تي).